# واونری
واونری (به انگلیسی: Vavvaneri) یک روستا در هند است که در Pudukkottai district واقع شده‌است.